# Луговской, Дмитрий Иванович (Герой Советского Союза)
Дмитрий Иванович Луговской (17 ноября 1918, Витебск — 2 мая 1989) — лётчик-штурмовик Военно-воздушных сил СССР, Герой Советского Союза (13.4.1944).

## Биография
Родился в Витебске. Окончил в 1938 году Витебский аэроклуб. В Красной Армии с 1940 года. В 1941 году окончил Чкаловскую школу пилотов.
В годы Великой Отечественной войны с 1942 года на Кавказском, Северо-Кавказском, 2-м Прибалтийском фронтах. Командир эскадрильи штурмовиков 502-го штурмового авиаполка капитан Д. И. Луговской сделал 130 боевых вылетов, уничтожил 10 танков, 26 артиллерийских орудий и бронемашин, 80 автомашин с войсками и грузом и многое другое, нанёс значительный урон коммуникациям врага.
В 1948 году окончил Высшие офицерские лётно-тактические курсы. До 1959 года в Советской Армии, полковник. Жил в Минске.

## Награды
- Медаль «Золотая Звезда».
- Орден Ленина.
- Орден Красного Знамени.
- Орден Александра Невского.
- Орден Отечественной войны 1-й степени.
- Орден Отечественной войны 2-й степени.
- Два ордена Красной Звезды.
- Медали.